# كريس كوبر (لاعب كرة قدم أمريكية)
كريس كوبر (بالإنجليزية: Chris Cooper)‏ (و. 1977  م) هو لاعب كرة قدم أمريكية أمريكي، ولد في لينكون، مركز لعبه هو معرقل دفاعي.

## روابط خارجية
- كريس كوبر على موقع مرجع كرة القدم المحترفة.كوم (الإنجليزية)
- كريس كوبر على موقع JustSportsStats.com (الإنجليزية)